# HC Kometa Brno

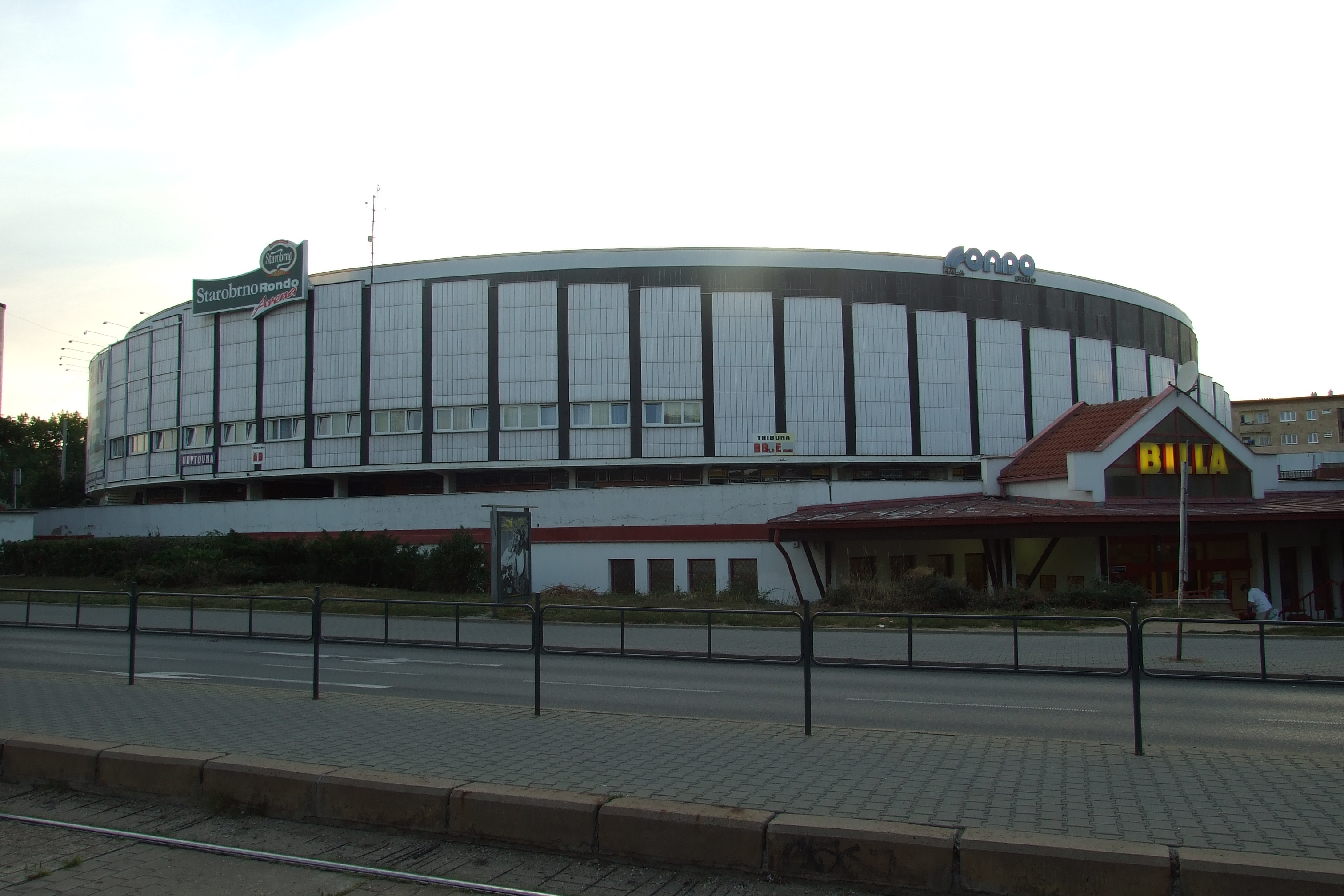
estadio do HC Kometa Brno

O HC Kometa Brno é uma equipa checa de Hóquei no Gelo que compete no campeonato principal checo.
Sediada na cidade de Brno, é a segunda equipa mais bem sucedida no Hóquei no Gelo checo, com 11 títulos de campeão da Checoslováquia, somente ultrapassado pelo HC Dukla Jihlava que tem 12 campeonatos no seu palmarés.
Tem também 3 títulos europeus, tornando-se assim, o clube checo de maior sucesso internacional no Hóquei no Gelo.